# Cardiocladius delectus
Cardiocladius delectus är en tvåvingeart som beskrevs av Oskar Augustus Johannsen 1932. Cardiocladius delectus ingår i släktet Cardiocladius och familjen fjädermyggor. Inga underarter finns listade i Catalogue of Life.